# Bertrand Gille (rokometaš)
Bertrand Gille, francoski rokometaš, * 24. marec 1978, Valence, Drôme.
Leta 2004 je na poletnih olimpijskih igrah v Atlanti v sestavi francoske reprezentance osvojil 5. mesto. Čez štiri leta je z reprezentanco osvojil zlato medaljo.